# باشگاه فوتبال پلازا آمادور
پلازا آمادور یک باشگاه فوتبال پانامایی مستقر در پاناماسیتی است که در حال حاضر در لیگ فوتبال پاناما بازی می‌کند. این تیم قدیمی‌ترین تیم پاناما است.

## تاریخچه
سی‌دی پلازا آمادور در سال ۱۹۵۵ توسط اسطوره ورزش پانامایی لئون کوکولیسو تجادا (۱۹۲۷-۱۹۸۲) تاسیس شد. تحت رهبری تجادا، باشگاه به شدت به توسعه و آموزش بازیکنان (به جای خریدهای باسابقه) متکی بود. پس از مرگ تجادا، مدیران جدید آندرس ویلا، دانیل واسکز و انریکه کاخار، باشگاه را به بالاترین سطح فوتبال پاناما بازگرداندند. آنها عنوان منطقه، کوپا جی‌وی‌سی را به دست آوردند و در سال ۱۹۸۸ اولین قهرمانی خود در تاریخ لیگ فوتبال پاناما را کسب کردند. آمادور در سال‌های ۱۹۹۰ و ۱۹۹۲ موفق به کسب عناوین شد. پس از یک خشکسالی طولانی، آنها مدعی پیروزی در فصل آغازین ۲۰۰۲ (و همچنین فینال بزرگ آن سال)، فصل پایانی ۲۰۰۵ (و همچنین فینال بزرگ آن سال) و فصل پایانی ۲۰۱۶ شدند.

## افتخارات
- لیگ فوتبال پاناما: ۷ قهرمانی
- جام جی‌وی‌سی: ۱ قهرمانی